# Casillas de Berlanga
Casillas de Berlanga es una localidad española de la provincia de Soria, partido judicial de Almazán, Comunidad Autónoma de Castilla y León, España. Pueblo de la Comunidad de Villa y Tierra de Berlanga. Pertenece al municipio de Caltojar.

## Geografía
Casillas de Berlanga está encajonada en un pequeño valle de la comarca histórica del Marquesado de Berlanga.

## Monumentos
- San Baudelio de Berlanga, iglesia mozárabe.

## Demografía
Llegó a contar entre los años 40 y 60 del siglo pasado con unas 50 o 60 familias que vivían principalmente de la agricultura y la ganadería. Actualmente, cuenta con una decena de vecinos, aunque en época de verano puede llegar a alcanzar 150 a 200 personas.
Casillas de Berlanga contaba a 1 de enero de 2010 con una población de 5 habitantes, 1 hombre y 4 mujeres.
| Gráfica de evolución demográfica de Casillas de Berlanga entre 2000 y 2011                       |
|                                                                                                  |
| Población de derecho (2000-2011) según los censos de población del INE a 1 de enero de cada año. |

## Historia
A la caída del Antiguo Régimen la localidad se constituye en municipio constitucional , conocido entonces como Casillas, en la región de Castilla la Vieja que en el censo de 1842 contaba con 19 hogares y 74 vecinos, para posteriormente integrarse en Caltojar.

## Patrimonio

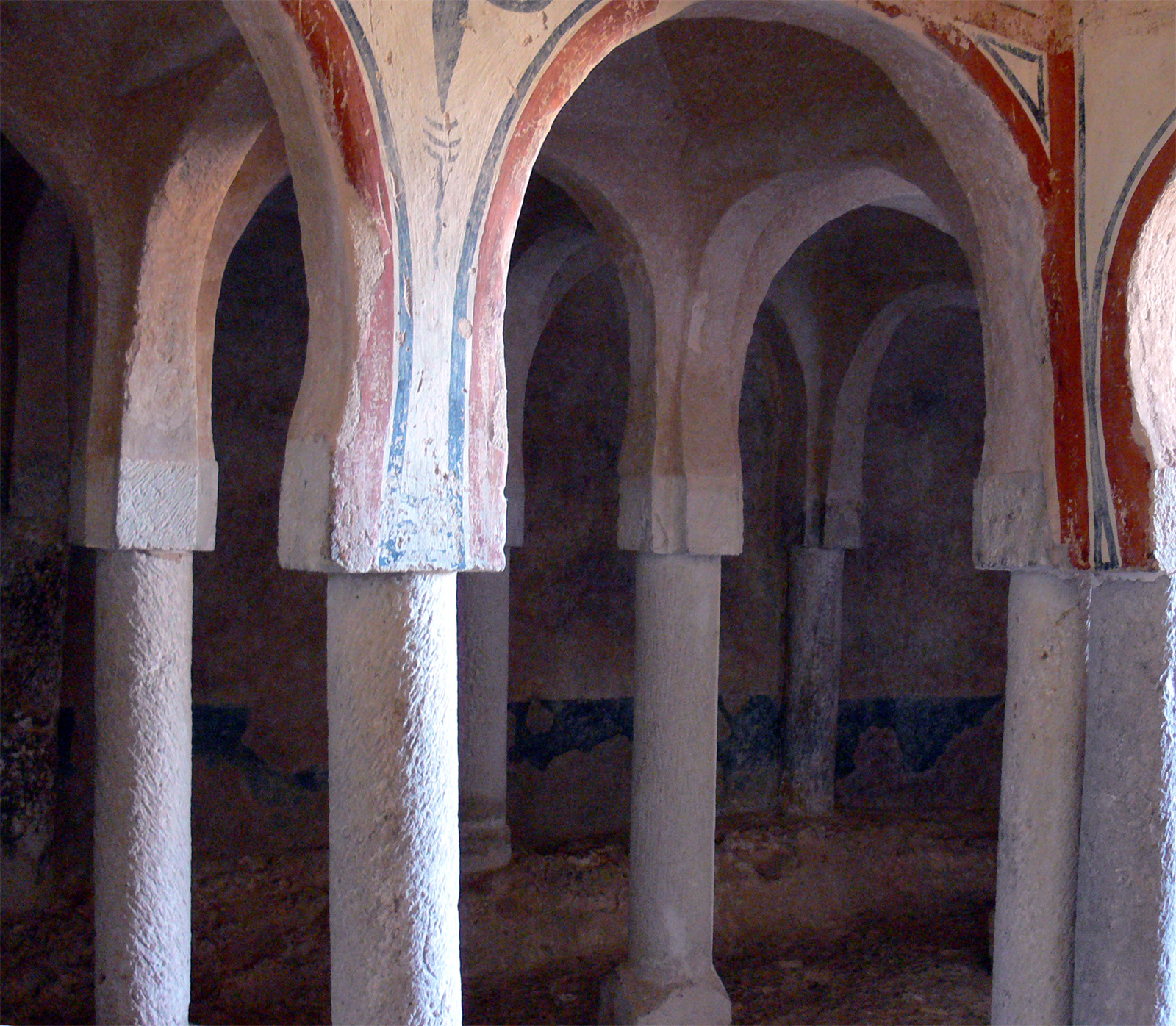
Ermita de San Baudelio.

- Ermita de San Baudelio. Fue declarada Bien de Interés Cultural en la categoría de Monumento el 24 de agosto de 1917.[4]